# The Diamond Star
The Diamond Star ist ein US-amerikanischer Stummfilm von D.W. Griffith aus dem Jahr 1911.

## Handlung
John Wilson ist seine Frau gleichgültig geworden. Als er eines Tages nach einem langen Abend mit seinen Freunden betrunken nach Hause kommt, streiten sich beide und trennen sich. Um den Schein zu wahren, bleiben sie im selben Haus wohnen, wobei sie in unterschiedliche Zimmer ziehen. Nun ungebunden lernt John Wilson auf einer Feier eine schöne Dame der Gesellschaft kennen. Sie hat zahlreiche Verehrer, widmet ihm jedoch besondere Aufmerksamkeit. Bald ist er ein regelmäßiger Beuscher auf ihren Partys. Seine Frau erfährt zufällig von der Affäre, als sie einen Anruf der Dame in seinem Zimmer entgegennimmt.
Einige Zeit später gibt die Dame ein Dinner zu seinen Ehren, doch vergisst er den Termin. Sie ist gekränkt und er verspricht, ihr als Wiedergutmachung eine wertvolle Diamantstern-Brosche zu schenken, die sie sich gewünscht hat. Er kauft das Schmuckstück und plant, es ihr zuzuschicken. Er verpackt es und legt eine Karte bei, auf die er schreibt: „Accept this little peace offering and let us be friends again, Jack.“ („Nimm dieses kleine Friedensangebot an, und lass uns wieder Freunde sein, Jack.“). Er verstaut das Päckchen in seinem Schreibtisch. Seine Frau erhält unterdessen Besuch von einem früheren Verehrer. John Wilson beobachtet von seinem Zimmer aus, wie der Verehrer das Haus verlässt und reagiert eifersüchtig. Er erkennt, dass er seine Frau noch liebt und ist verzweifelt. Ein Mädchen aus der Nachbarschaft, die gelegentlich zu Besuch in ihr Haus kommt, findet beim Herumstöbern den Brief mit der Brosche und gibt ihn der Ehefrau. Die ist hocherfreut, steckt die Brosche an und eilt in sein Zimmer. Er deckt das Missverständnis nicht auf, sondern versöhnt sich erleichtert mit seiner Ehefrau.

## Produktion
The Diamond Star wurde vom 10. bis 12. Dezember 1910 im Studio der Biograph in New York gedreht. Die Werbung kündigte The Diamond Star als „a great biograph“ („einen großartigen Film der Biograph“) an. Er kam am 20. Februar 1911 in die Kinos. Die Originallänge betrug 996 Fuß. Der Erhaltungszustand – erhalten oder verschollen – ist unklar.

## Kritik
The Daily Colonist nannte The Diamond Star einen „wunderbar nachvollziehbaren und ansprechenden Film“ („A motion picture story of wonderfully logical and appealing interest“). Für die Lowell Sun war es ein „kraftvolles Familiendrama […] ein besserer oder interessanterer Film wurde schon lange nicht mehr gezeigt“ („powerful domestic drama […] a better or more interesting feature has not been shown in many a day“).
The Billboard nannte The Diamond Star eine altbekannte („time-worn“) Geschichte über einen vernachlässigenden Ehemann mit einer einigermaßen guten Handlung („fairly good plot“). Dennoch enthalte der Film einige eklatante Fehler („several glaring blunders“), so sei nicht nachvollziehbar, warum der Ehemann die Dinnereinladung vergessen haben sollte, wo er doch so sehr in die Dame der Gesellschaft verliebt sei. In der Scheidungsszene zu Beginn verderbe das viele Reden zudem den Effekt („too much talking spoils the effect“): „Less conversation and more action would have been better“. Gelobt wurde hingegen die Hauptdarstellerin Florence Barker, die zu der Zeit neu bei Biograph war: „Das neue Biograph-Girl ist mädchenhaft, charmant, temperamentvoll und vor allem eine fähige und talentierte Schauspielerin.“ („The new Biograph girl is girlish, charming, vivacious, and, above all, a capable and talented actress.“). Auch der New York Dramatic Mirror lobte den Film vor allem, da er „excellently acted“ sei, und hob dabei die Darstellung von Wilfred Lucas und Florence Barker besonders hervor.